# Негру-Водэ
Негру-Водэ (рум. Negru Vodă) — город в Румынии в составе жудеца Констанца.

## История
Населённый пункт под названием Караомер (тур. Karaömer) был основан в 1715 году, во времена Османской империи. В 1878 году, по итогам Берлинского конгресса эта территория была передана Румынии, и название населённого пункта стало писаться по правилам румынской орфографии (рум. Caraomer). Во время Первой мировой войны с мая 1918 года по ноябрь 1919 года находился под болгарской оккупацией. В 1926 году название было переведено с турецкого на румынский, и населённый пункт стал называться Негру-Водэ. Во время Второй мировой войны в районе Негру-Водэ произошёл бой 25 августа 1944 года.
В 1989 году Негру-Водэ получил статус города.